# Roots Revival
Roots Revival är ett studioalbum från 2003 av Eva Eastwood.

## Låtlista
| Nr  | Titel                     | Längd |
| --- | ------------------------- | ----- |
| 1.  | He's gonna be my boy      | 1:49  |
| 2.  | You do                    | 2:51  |
| 3.  | Shake this shack          | 2:46  |
| 4.  | I got to know             | 2:38  |
| 5.  | Go young man              | 2:31  |
| 6.  | Hep hep hep               | 2:33  |
| 7.  | Country lover on my stone | 2:24  |
| 8.  | D-day saturday            | 2:32  |
| 9.  | Far from over you         | 2:10  |
| 10. | Open up                   | 2:31  |
| 11. | She never knew            | 3:18  |
| 12. | Little cupid              | 1:57  |
| 13. | Johnny My dear            | 2:45  |
| 14. | Shape up                  | 2:39  |
| 15. | Someday (you'll see)      | 2:52  |
| 16. | Good-looking teacher      | 2:20  |